# Matoaka (Virgínia Ocidental)
Matoaka é uma cidade  localizada no estado norte-americano de Virgínia Ocidental, no Condado de Mercer.

## Demografia
Segundo o censo norte-americano de 2000, a sua população era de 317 habitantes.
Em 2006, foi estimada uma população de 304, um decréscimo de 13 (-4.1%).

## Geografia
De acordo com o United States Census Bureau tem uma área de
0,7 km², dos quais 0,7 km² cobertos por terra e 0,0 km² cobertos por água. Matoaka localiza-se a aproximadamente 720 m acima do nível do mar.

## Localidades na vizinhança
O diagrama seguinte representa as localidades num raio de 20 km ao redor de Matoaka.